# Vanda ustii
Vanda ustii là một loài thực vật có hoa trong họ Lan. Loài này được Golamco, Claustro & de Mesa mô tả khoa học đầu tiên năm 2000.